# Manfred Kinder
Manfred Kínder (República Federal Alemana, 20 de abril de 1938) es un atleta alemán retirado, especializado en la prueba de 4x400 m en la que llegó a ser medallista de bronce olímpico en 1968.

## Carrera deportiva
En los JJ. OO. de México 1968 ganó la medalla de bronce en los relevos 4x400 metros, con un tiempo de 3:00.57 segundos, llegando a meta tras Estados Unidos que con 2:56.16 segundos batió el récord del mundo, y Kenia (plata), siendo sus compañeros de equipo: Helmar Müller, Gerhard Hennige y Martin Jellinghaus.